# 秦銳
秦銳（1456年—？），字克進，浙江紹興府會稽縣人，民籍，明朝政治人物。

## 生平
成化十九年（1483年）癸卯科浙江鄉試第三十八名舉人。弘治三年（1490年）中式庚戌科會試第五十八名，三甲第一百六十三名進士。十六年三月授福建道试監察御史，十二月实授，因纠儀遲慢，被廷杖，正德元年（1506年）十月降调江浦县知县。升府同知，五年九月升湖广佥事，七年八月升廣東副使，九年正月考察以不謹闲住。

## 家族
曾祖秦浩；祖父秦珪；父秦澂。母沈氏。慈侍下。